# 馬雅可夫斯基站 (莫斯科地鐵)
馬雅可夫斯基站（羅馬化：Mayakovskaya）是莫斯科地鐵2号莫斯科河畔線的一個車站。馬雅可夫斯基站被認為是莫斯科地鐵中最美麗的車站之一，也是第二次世界大戰前史達林式建築最出色的典範之一，因此馬雅可夫斯基站也是莫斯科地鐵最著名的車站之一。

## 歷史
馬雅可夫斯基站是在莫斯科地鐵第二階段擴張中建造的，於1938年9月11日開幕。比起第一階段，莫斯科地鐵第二階段更重視建築及工程設計。因為馬雅科夫斯基站距離地面33公尺，所以在蘇聯在第二次世界大戰期間在車站設置空襲避難所。

## 車站構造
本站采用岛式站台，站台一端陈列有弗拉基米尔·马雅可夫斯基的塑像。
| 东↑ |      |                                           |  |
| 1道 | 1    | 莫斯科河畔线 河运码头・机场・白俄罗斯方向 |  |
|     | 岛式 |                                           |  |
| 2道 | 2    | 莫斯科河畔线 特维尔・察里津・阿拉木图方向 |  |
| 西↓ |      |                                           |  |

- 北进站口
- 站厅
- 站台纵观

## 外部連結
- http://www.metro.ru/stations/zamoskvoretskaya/mayakovskaya/ （页面存档备份，存于）
- http://metroblog.ru/post/1511/ （页面存档备份，存于） ()

## 相邻车站
| 上一站             | 莫斯科地铁 | 莫斯科地铁   | 莫斯科地铁 | 下一站           |
| ------------------ | ---------- | ------------ | ---------- | ---------------- |
| 白俄罗斯往霍夫里诺 |            | 莫斯科河畔线 |            | 特维尔往阿拉木图 |